# 井上正健
井上 正健（いのうえ まさかた、文化14年（1817年） - 弘化2年7月29日（1845年8月31日））は、常陸下妻藩の第10代藩主。大久保忠隆（大久保忠顕の三男）の長男。正室は井上正民の娘。子は娘（井上正誠正室）。官位は従五位下、遠江守。

## 生涯
幼名は力三郎。文政11年（1828年）、先代藩主の正民の死去により跡を継いだ。天保4年（1833年）9月1日、将軍徳川家斉に拝謁する。同年12月16日、従五位下・遠江守に叙任する。天保12年（1841年）10月8日、大番頭に就任する。弘化2年（1845年）7月29日（6月27日とも）に29歳で死去し、跡を養嗣子の正誠が継いだ。墓所は東京都台東区の谷中霊園。

## 系譜
父母
- 大久保忠隆[1]（実父）
- 井上正民（養父）

正室
- 墨 ー 井上正民の娘

子女
- 井上正誠正室

養子
- 井上正誠 ー 青山忠良の四男